# Machine à lire
 (mars 2008).
Si vous disposez d'ouvrages ou d'articles de référence ou si vous connaissez des sites web de qualité traitant du thème abordé ici, merci de compléter l'article en donnant les références utiles à sa vérifiabilité et en les liant à la section « Notes et références ».
Une machine à lire est un appareil électronique capable, de manière automatisée, de capter du texte imprimé, pour le déchiffrer au moyen d'un dispositif de reconnaissance optique de caractères (OCR), puis le restituer par le biais d'une synthèse vocale, afin de le rendre accessible aux déficients visuels, (aveugles et malvoyants), sans qu'ils aient à solliciter l'aide d'un lecteur humain.
Une distribution informatique Linux, nommée Aciah-Linux, offre une machine à lire intégrée pouvant lire les documents-papier mais aussi les documents pdf, png, gif et jpg. Les caractères sont reconnus, le texte est mis à l'écran et peut être lu avec le lecteur Orca, copié-collé, modifié, envoyé à une page braille ou à une imprimante braille. Il est possible de lire le texte lettre à lettre ou mot à mot. Lien : https://aciah-linux.org/spip.php?article19

## Fonctionnalités
À l'instar du matériel audio standard, une machine à lire dispose généralement de commandes permettant d'interrompre et de reprendre la lecture, d'aller plus loin dans le texte ou de revenir en arrière, d'accélérer ou de ralentir la lecture, d'augmenter ou de diminuer le volume sonore, d'épeler un mot (le lire lettre à lettre), etc.
Il est parfois possible d'y connecter une plage braille.

## Autonomie
Il en existe non seulement des versions domestiques, utilisant un numériseur de document, et qui sont peu transportables du fait de leur poids et de leur encombrement, mais aussi, plus récemment, des versions portables, qui s'apparentent davantage à des assistants personnels équipés d'un capteur CCD (comme on en trouve dans les appareils photo ou les caméras numériques), et qui sont alors capables de restituer aussi les textes présents dans la vie quotidienne, tels que la signalisation ou l'affichage.

## Développements
La première machine à lire, appelée optophone, fut mise au point en 1913 par Edmund Edward Fournier d'Albe. Le système utilisait 5 photodétecteurs alignés verticalement et balayant horizontalement la ligne de texte imprimé. Chacune de ces cellules émettait une note différente lorsqu'elle détectait du texte (sol, do, ré, mi, sol), si bien qu'un caractère donné de l'alphabet était associé à une configuration particulière d'accords, et pouvait ainsi être identifié par l'utilisateur. Naturellement, l'utilisation de l'appareil nécessitait une phase d'entrainement conséquente pour apprendre l'association entre les sons abstraits et les lettres. L'optophone était de plus limité en termes de vitesse de lecture,.
En 1944, le département des Anciens combattants des États-Unis (US Department of Veterans Affairs) commissionna un comité de scientifique au sein du laboratoire Haskins pour mettre au point une machine à lire efficace destinée aux blessés de guerre. Le groupe comprenait notamment Caryl Parker Haskins, Franklin S. Cooper et Alvin Liberman. Leurs premières tentatives d'amélioration du principe de l'optophone se soldèrent par des échecs, les utilisateurs se montrant toujours incapables de lire plus de cinq mots par minute en moyenne, même après entrainement. L'utilisatrice la plus expérimentée parvint à un score maximum de 60 mots par minute.
L'observation de cette limite cognitive conduisit par la suite Alvin Liberman à formuler une nouvelle conception du signal de parole : celui-ci n'est pas composé de "lettres sonores" séparées dans le temps, mais plutôt d'un tuilage temporel de l'information, dû à la coarticulation. Pour augmenter la vitesse de lecture, la machine à lire ne pouvait donc pas se contenter de traduire directement les signes imprimés en un alphabet de sons abstraits, mais devait être capable de "lire", c'est-à-dire d'identifier les caractères et de produire un son de parole.
Il fallut donc attendre le développement des systèmes de synthèse vocale et de reconnaissance optique de caractères pour qu'une machine à lire efficace voie le jour. Raymond Kurzweil fut le premier à commercialiser un modèle en 1976.